# キャサリン川
キャサリン川 (Katherine River) は、オーストラリアのノーザンテリトリーに位置する。上流は、ニトミルク国立公園内にあり、キャサリンの町を流れて、ダーリー川の主な支流となっている。
1862年7月4日に川を発見した最初のヨーロッパ人探検家は、ジョン・マクドゥオール・スチュアートで、遠征の後援者であったジェームズ・チャンバースの2番目の娘キャサリン・チャンバースの名にちなみ「キャサリン」と名付けられた。主要な町のキャサリンは、この川にちなんでいる。
1998年1月下旬に、サイクロン・レスによって引き起こされた大雨は、川の水位を20メートルまで上昇させ、キャサリンの町の大部分を浸水させた（キャサリン洪水）。最近では、2006年4月6日の洪水で非常事態が宣言されている。この大雨で、スチュアート・ハイウェイのキャサリン橋で水位がピーク時に19メートルまで達した。